# Chiesa di San Lorenzo Martire (Pordenone)
La chiesa di San Lorenzo Martire è la parrocchiale di Rorai Grande, frazione di Pordenone, in provincia di Pordenone e diocesi di Concordia-Pordenone; fa parte della forania di Pordenone.

## Storia
L'originaria cappella di Rorai Grande, filiale della pieve di Torre, sorse nel XII secolo; nel Quattrocento questo oratorio venne sostituito da una nuova chiesa.

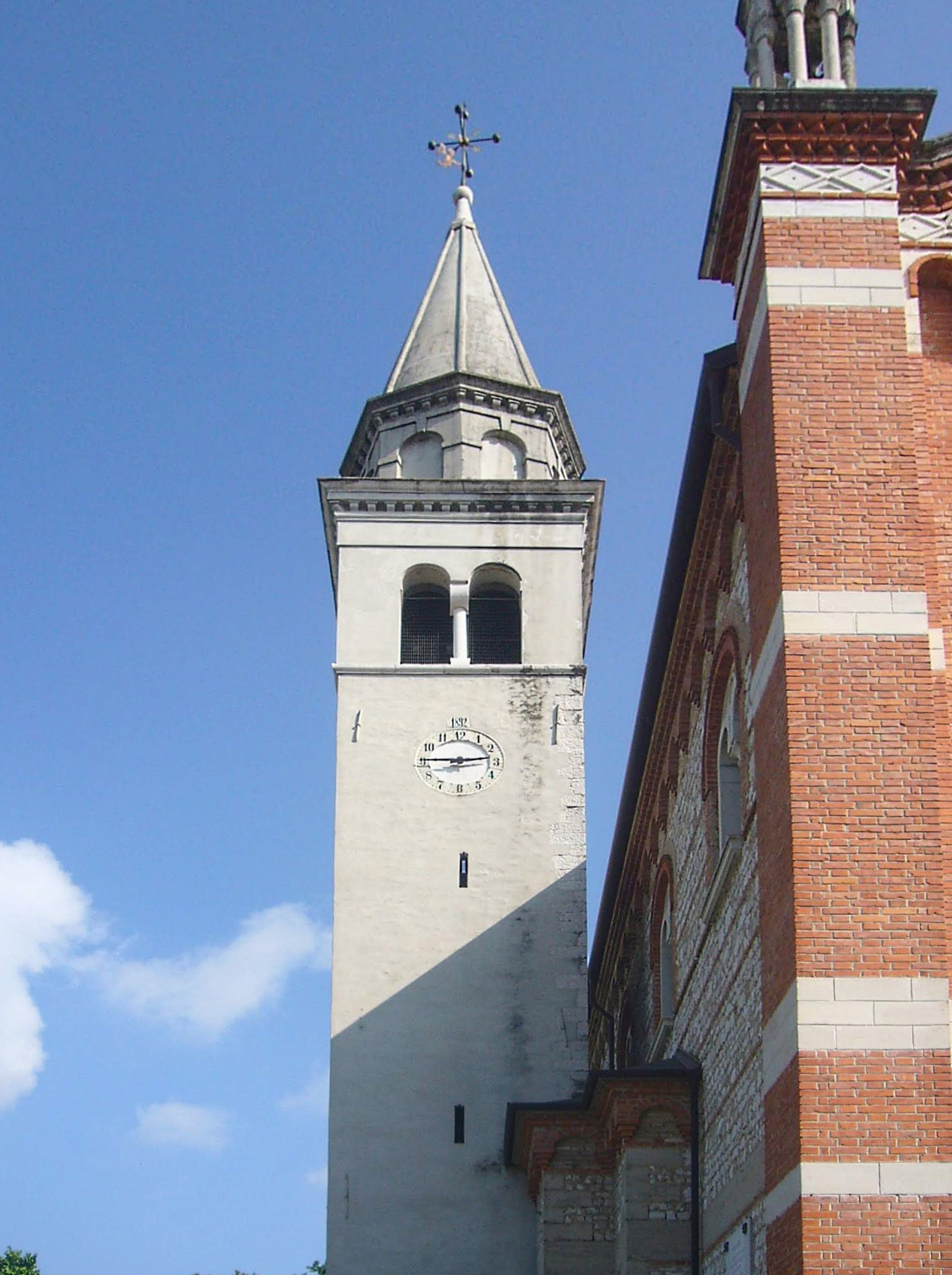
Il campanile

Grazie ad un atto che reca la data del 29 settembre 1558 si conosce che questa chiesa, presso la quale risiedeva un sacerdote stabile, misurava una lunghezza di 52 piedi e una larghezza di 20 e che i fedeli del borgo ammontavano a 230.
Il 13 marzo 1605 il vicario della diocesi di Concordia Ottavio Milliana elevò la chiesa a curaziale, concedendo il giuspatronato ai capifamiglia del borgo, i quali nominarono come primo curato don Giacomo Provesano, anche se rimanevano degli obblighi formali verso la matrice di Torre; nel 1736 la comunità di Rorai fu poi eretta a parrocchia autonoma e il 4 febbraio 1762 si affrancò definitivamente dalla pieve dei Santi Ilario e Taziano con la soppressione di tutti i vincoli rimanenti verso di essa.
Nel 1909 venne posta la prima pietra della nuova chiesa, disegnata da Domenico Rupolo e progettata in modo da inglobare il presbiterio di quella vecchia; interrotti durante la prima guerra mondiale, i lavori furono terminati nel 1923 e la consacrazione venne impartita il 16 luglio 1949 dal vescovo di Feltre e Belluno Gioacchino Muccin.
Successivamente, nel 2003 si procedette al restauro del portale d'ingresso e nel 2010 al rifacimento del tetto.

## Descrizione

### Esterno
La facciata a capanna della chiesa, rivolta a sudest e tripartita da quattro lesene, è rivestita in mattoni rossi e abbellita da inserti in pietra bianca e presenta centralmente il portale d'ingresso, abbellito da un bassorilievo del 1553 e protetto dal protiro, e sopra il rosone in cui è inscritta una croce, mentre ai lati si aprono due strette finestre a tutto sesto; sotto la linea di gronda vi è una fila di archetti pensili e il tetto è coronato da tre grandi pinnacoli.
Annesso alla parrocchiale è il campanile intonacato a base quadrata, la cui cella presenta una bifora per lato ed è coronata dalla guglia piramidale poggiante sul tamburo poligonale.

### Interno
L'interno dell'edificio si compone di un'unica navata, coperta dalle capriate sorreggenti il tetto, le cui pareti sono scandite da paraste e abbellite da archi a tutto sesto e sulla quale si affacciano quattro cappelle laterali; al termine dell'aula si sviluppa il presbiterio, sopraelevato di sette gradini e chiuso dall'abside poligonale.
Qui sono conservate diverse opere di pregio, tra le quali gli affreschi ritraenti la Presentazione di Maria Vergine al tempio, la Fuga in Egitto, lo Sposalizio di Maria Vergine e la Madonna della cintola, iniziati da Giovanni Antonio de' Sacchis e terminati da Marcello Fogolino, la pala con soggetto santa Lucia, dipinta da Michelangelo Grigoletti nel 1865, e la tela che rappresenta la Vergine che intercede presso la Trinità per le anime purganti, eseguita nel 1909 da Antonio Milanopulo.